# Панама на летних Олимпийских играх 1964
Панама принимала участие в Летних Олимпийских играх 1964 года в Токио (Япония) в пятый раз за свою историю, но не завоевала ни одной медали. Сборная страны состояла из 6 мужчин и 4 женщин